# Алехандро Санс
Алехандро Санс (на испански: Alejandro Sanz) е испански певец, музикант и композитор, носител на 20 награди на Латинските Грами и 3 награди на американските Грами, както и продадени над 25 милиона копия на албумите си.
Първият си албум Los Chulos Son Pa' Cuidarlos издава през 1989 г. с псевдонима Александър Велики. Две години по-късно, през 1991 г., издава втория си албум, озаглавен Viviendo deprisa, с настоящия псевдоним. През годините Алехандро Санс твори в различни стилове на музиката. Голяма популярност в родината си получава със синглите  Corazón partío и Amiga mía от 1997 и 1998 г., съответно. Най-новият си албум, единадесети по ред, издава през 2015 г. с името Sirope, съдържащ стиловете поп, рок и фънк, показвайки гъвкавост в текстовете.

## Дискография

### Албуми
- 1989: Los chulos son pa' cuidarlos
- 1991: Viviendo deprisa
- 1993: Si tú me miras
- 1995: 3
- 1997: Más
- 2000: El alma al aire
- 2003: No es lo mismo
- 2006: El tren de los momentos
- 2009: Paraíso Express
- 2012: La Música No Se Toca
- 2015: Sirope

### Концертни записи
- 1994: Básico
- 2001: MTV Unplugged
- 2007: El Tren De Los Momentos: En Directo Desde Buenos Aires
- 2010: Canciones Para Un Paraíso En Vivo
- 2013: La Música No Se Toca En Vivo
- 2015: Sirope vivo

### Компилации и други версии
- 1996: 3, на италиански
- 1996: 3, на португалски
- 1998: Edición Especial Gira ‘98
- 1999: The Best Of Alejandro Sanz, разпространяван единствено в САЩ
- 2001: Lo Esencial de...Alejandro Sanz
- 2004: GGrandes Éxitos 91 – 04
- 2011: Colección Definitiva
- 2012: Edición Deluxe de La música no se Toca
- 2012: Tócame

### Специални издания
- 2001: El alma al aire
- 2004: No es lo mismo
- 2006: Viviendo deprisa
- 2006: Si tú me miras
- 2006: Alejandro Sanz 3
- 2006: Más
- 2006: El alma al aire
- 2006: No es lo mismo
- 2007: El tren de los momentos
- 2010: Paraíso Express

### DVD
- 2001: MTV Unplugged
- 2001: El alma al aire en directo
- 2002: El Concierto Tour Más ‘98
- 2004: Gira No Es Lo Mismo 2004
- 2007: El tren de los momentos: En directo desde Buenos Aires
- 2010: Canciones para un paraíso en vivo
- 2011: Colección definitiva
- 2015: Sirope

### Песни за теленовели
| Теленовела       | Песен                                            | Година |
| ---------------- | ------------------------------------------------ | ------ |
| Не ме оставяй    | „Pero tu“                                        | 2015   |
| Не ме оставяй    | „A que no me dejas“ (дует с Алехандро Фернандес) | 2015   |
| Salve Jorge      | „No me compares“ (дует с Ивет Сангало)           | 2012   |
| Истинската любов | „No me compares“                                 | 2012   |
| Esperança        | „Cuando nadie me ve“                             | 2002   |
| Torre de Babel   | „Corazón partío“                                 | 1998   |
| Candela          | „La fuerza del corazón“                          | 1995   |